# Escut de Tuvalu
L'escut de Tuvalu fou aprovat el 3 de desembre del 1976 pel College of Arms, en el període en què l'arxipèlag era encara una colònia britànica.
És un escut truncat: al primer, d'atzur, un maneapa damunt una terrassa herbàcia, tot al natural; el segon, faixat ondat de nou peces d'or i atzur. Té una bordura d'or carregada amb vuit fulles de bananer alternant amb vuit conquilles, tot al natural.
Sota l'escut, una cinta d'or porta el lema nacional en tuvalià escrit en lletres majúscules de sable: TUVALU MO TE ATUA ('Tuvalu per al Totpoderós').
El maneapa és la cabana on tradicionalment es reuneix el consell local insular i simbolitza l'autonomia de cada illa. La segona partició de l'escut fa referència a l'oceà Pacífic, mentre que les fulles de bananer i les conquilles són una al·lusió a la riquesa vegetal i marina. N'hi ha vuit de cada simbolitzant els vuit atols de l'arxipèlag que han estat habitats permanentment: Funafuti, Nui, Nanumea, Nanumaga, Nukufetau, Nukulaelae, Vaitupu i Niutao.